# الرون (السياني)

تعديل مصدري - تعديل

الرون محلة تابعة لقرية ذى القرض، التابعة لعزلة العارضة بمديرية السياني إحدى مديريات محافظة إب في الجمهورية اليمنية.، بلغ تعداد سكانها 70 حسب تعداد اليمن لعام 2004.